# Boris Enow
Boris Enow, né le 30 mars 2000 à Douala au Cameroun, est un footballeur international camerounais qui joue au poste de milieu de terrain au D.C. United en Major League Soccer. 

## Biographie

### Formation (2018-2021)
Natif de Douala, Boris Enow grandit au Cameroun. Il joue sous les couleurs des Brasseries du Cameroun, son premier club. En 2018, à l'âge de 18 ans, il intègre l'académie du Futebol Clube de Porto, où il terminera sa formation.    
La saison suivante, il intègre l'équipe réserve du club portugais où il y jouera une dizaine de matchs. Non conservé par Sérgio Conceição, coach de l'équipe professionnelle, il part pour la France et signe au Racing Club de Lens dans l'optique de signer son premier contrat professionnel. Toutefois il jouera uniquement avec l'équipe réserve du club artésien. 

### Débuts professionnels (depuis 2021)
Le 1er juillet 2021, il s'engage pour le Maccabi Netanya évoluant en première division israélienne et signe alors son premier contrat professionnel. Le 28 août 2021, il joua son premier match professionnel lors de la première journée de championnat face à l'Hapoël Haïfa. Le 16 octobre 2021, il inscrit son premier but dans une compétition officielle face au Maccabi Tel-Aviv.  
Après trois saisons au Moyen-Orient, il signe le 22 juillet 2024 pour le D.C. United, club de Major League Soccer. Il joua son premier match de championnat le 25 août face au FC Dallas.  

### En équipe nationale
Le 14 octobre 2024, il honore sa première sélection avec l'équipe du Cameroun lors d'un match comptant pour les qualifications de la Coupe d'Afrique des Nations 2025 face au Kenya. Il inscrit par ailleurs son premier but international d'un splendide coup franc direct permettant aux Lions Indomptables de s'imposer 0-1.     

## Palmarès
- Maccabi Netanya (1) :

- Coupe de la Ligue Israélienne en 2022-2023.